# Cantó d'Usès

El cantó d'Usès és un cantó francès del departament del Gard, a la regió d'Occitània. Està inclòs al districte de Nimes, té 15 municipis i el cap cantonal és Usès.

## Municipis
- Aigaliers
- Arpalhargues e Aurelhac
- Blausac
- Flaus
- La Capèla e Masmolena
- Montaren e Sent Medier
- Sent Ipolit de Montagut
- Sent Maissemin
- Sent Quentin de la Terralha
- Sent Sifret
- Sent Victor deis Olas
- Sanilhac e Sagriers
- Cervier e la Bauma
- Usès
- Valabriç